# Schönbrunner Wald

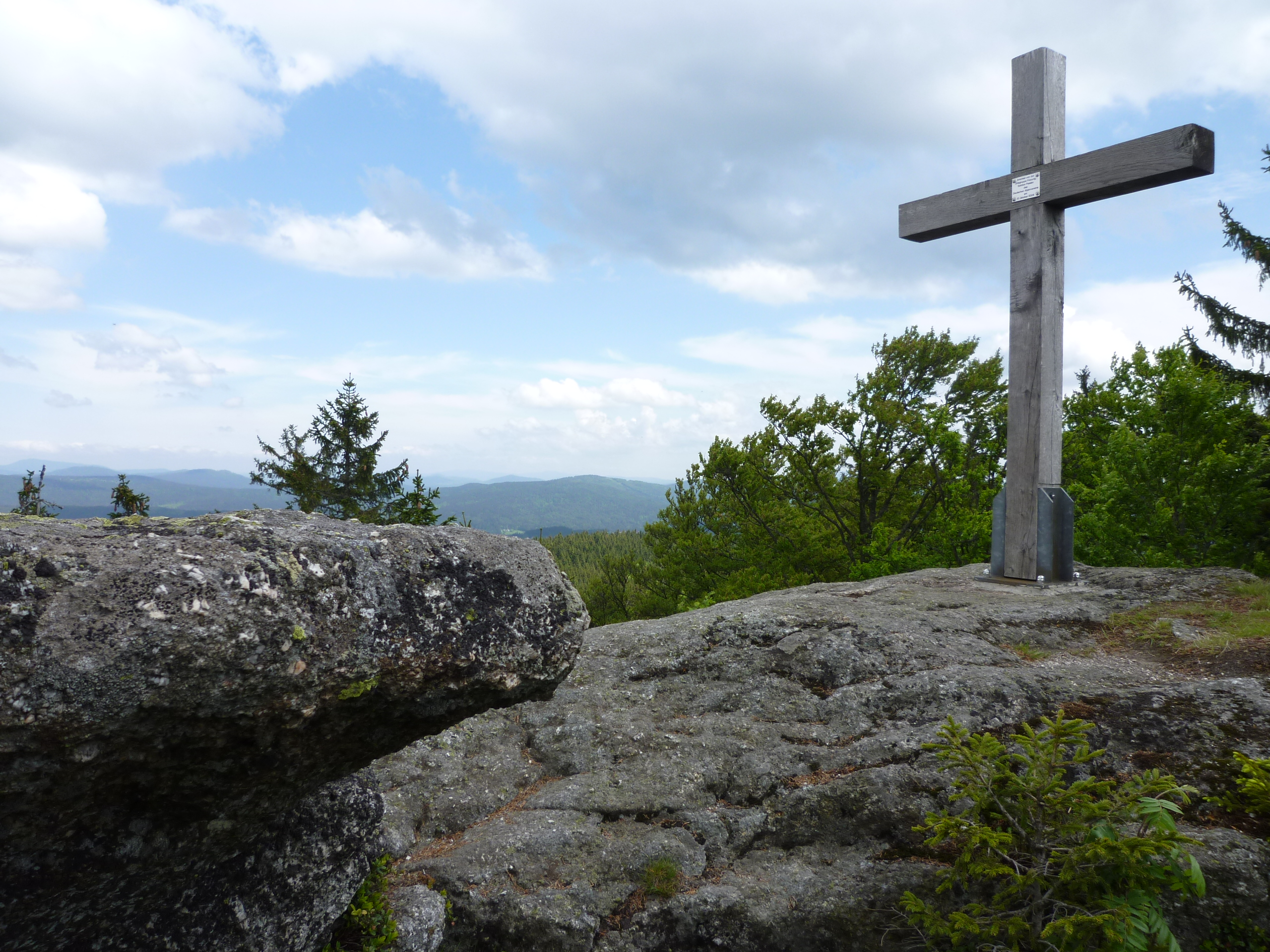
Großalmeyerschloss

Der Schönbrunner Wald ist ein 21,30 km² großes gemeindefreies Gebiet im Landkreis Freyung-Grafenau in Bayern.

## Geographie

### Nachbargemeinden
Das Gebiet ist im Uhrzeigersinn im Norden beginnend von dem gemeindefreien Gebiet Mauther Forst sowie den Gemeinden Mauth, Hohenau und Neuschönau umgeben. Die Grenze zu Neuschönau verläuft entlang des Baches Sagwasser. An einem kleinen Stück im Nordwesten des Gebiets verläuft die Grenze zu Tschechien.

## Geotope
Im Schönbrunner Wald befinden sich einige vom Bayerischen Landesamt für Umwelt (LfU) ausgewiesene Geotope.
- Ehemalige Sandgrube im Reschwassertal bei Mauth (272A006) Lage
- Gletscherschliff im Reschwassertal bei Schustersäge (272R017) Lage
- Kleinalmeyerschloss bei  Mauth (272R014) Lage
- Großalmeyerschloss bei Mauth (272R015) Lage
- Hochgfeichtstein (272R011) Lage
- Felswandergebiet im Nationalpark Bayerischer Wald bei Mauth (272R031) Lage